# Футлярокрилові
Футлярокрилові (Mystacinidae) — родина незвичайних новозеландських короткохвостих рукокрилих. Є один живий рід Mystacina з двома видами, один з яких, можливо, вимер у 1960-х роках. Це кажани середнього розміру, близько 6 сантиметрів у довжину, з сірим оксамитовим хутром.

## Історія
Витоки цієї родини сягають пізнього олігоцену Австралії, з роду Icarops. Кілька викопних видів також відомі із сучасної фауни Святого Батана в Новій Зеландії. Найдавніші однозначні скам'янілості живого роду датуються міоценом Нової Зеландії. Другий вимерлий рід, Vulcanops, жив симпатрично з Mystacina в Новій Зеландії з міоцену до свого вимирання в плейстоцені. Дослідження, що описує Vulcanops, також визнає Icarops парафілетичним щодо решти родини.
Mystacinidae, здається, були старою гондванською лінією; вони відокремилися від інших груп кажанів у Noctilionoidea (переважно гондванської групи, яка також включає Noctilionidae, Phyllostomidae та Mormoopidae) приблизно 51-41 мільйон років тому.

## Біоморфологічна характеристика
Mystacinidae мають деякі незвичайні характеристики порівняно з іншими кажанами. Вони проводять більшу частину часу на землі, замість того, щоб літати, і унікальні тим, що мають здатність складати свої крила в шкірясту мембрану, коли вони не використовуються. Іншою відмінною рисою групи є додатковий виступ на деяких пазурах, який може допомогти копати або лазити. Вони всеїдні, харчуються фруктами та падлом на додаток до членистоногих, що живуть на землі. Вони також їдять пилок і нектар, які вони здатні збирати своїм розтяжним язиком. Іноді вони вигризають нори в гнилій деревині, але також можуть ночувати в ущелинах скель або в норах морських птахів.
Вони народжують один раз на літо, одне дитинча. Вони здатні впадати в сплячку протягом зими.